# HSBC Bank (El Salvador)
HSBC El Salvador fue uno de los cuatro bancos más grandes de El Salvador, con más de 50 sucursales y 200 cajeros automáticos. HSBC adquirió el capital accionario del Banco Salvadoreño, en 2005, cuando estaba consolidado como el tercer banco en importancia del país y el más antiguo de El Salvador fundado el 5 de enero de 1885.
La sede de HSBC El Salvador se encontró ubicada en el Centro Financiero HSBC El Salvador, un moderno complejo de dos edificaciones, la principal de 10 pisos donde se aglutinó el corazón corporativo de la institución bancaria. Una de las zonas comerciales más importantes de San Salvador, sobre la Avenida Olímpica #3550 y Alameda Doctor Manuel Enrique Araujo.
A partir del 23 de enero de 2012, el capital accionario de "HSBC", así como todas sus operaciones bancarias fueron adquiridas, por 801 millones de dólares de los Estados Unidos de América, por el Conglomerado Financiero de origen colombiano: el Banco Davivienda.